# Анисимов, Егор Игоревич
Его́р И́горевич Ани́симов (род. 31 августа 1987, Завитинск, Амурская область) — российский политический и государственный деятель, депутат Государственной думы VI созыва от партии ЛДПР (2013—2016).

## Биография
Родился 31 августа 1987 года в Завитинске. Окончил школу № 26 в Калининграде и Московский международный университет (гуманитарный факультет). В 2009—2010 годах Проходил срочную службу в рядах ВС РФ. Лейтенант запаса.
Член партии ЛДПР с 2006 года.
Политическую карьеру начинал в качестве помощника депутата Калининградской областной Думы. После чего перешёл в помощники депутата Государственной Думы РФ.
В 2013 году получил мандат депутат ГД РФ от Калининградской области, освободившийся после того как Максим Рохмистров 20 сентября 2013 года по представлению президента России назначен Госдумой на должность аудитора Счётной палаты. Член комитета по образованию.
Награждён Грамотой Председателя Государственной Думы Сергея Нарышкина «За значительный вклад в развитие законодательства Российской Федерации и парламентаризма в Российской Федерации».
В октябре 2016 года был избран депутатом Калининградской областной думы (член комитета по законодательству, государственному строительству, местному самоуправлению и Регламенту). Повторно же пройти в Госдуму не смог, набрав 13,31 % голосов на выборах по одномандатному округу № 97, где уступил единороссу Александру Пятикопу и кандидату от КПРФ Игорю Ревину.
Женат, есть сын.